# Margo Martindale
Margo Martindale (Jacksonville, 18 luglio 1951) è un'attrice statunitense.

## Biografia

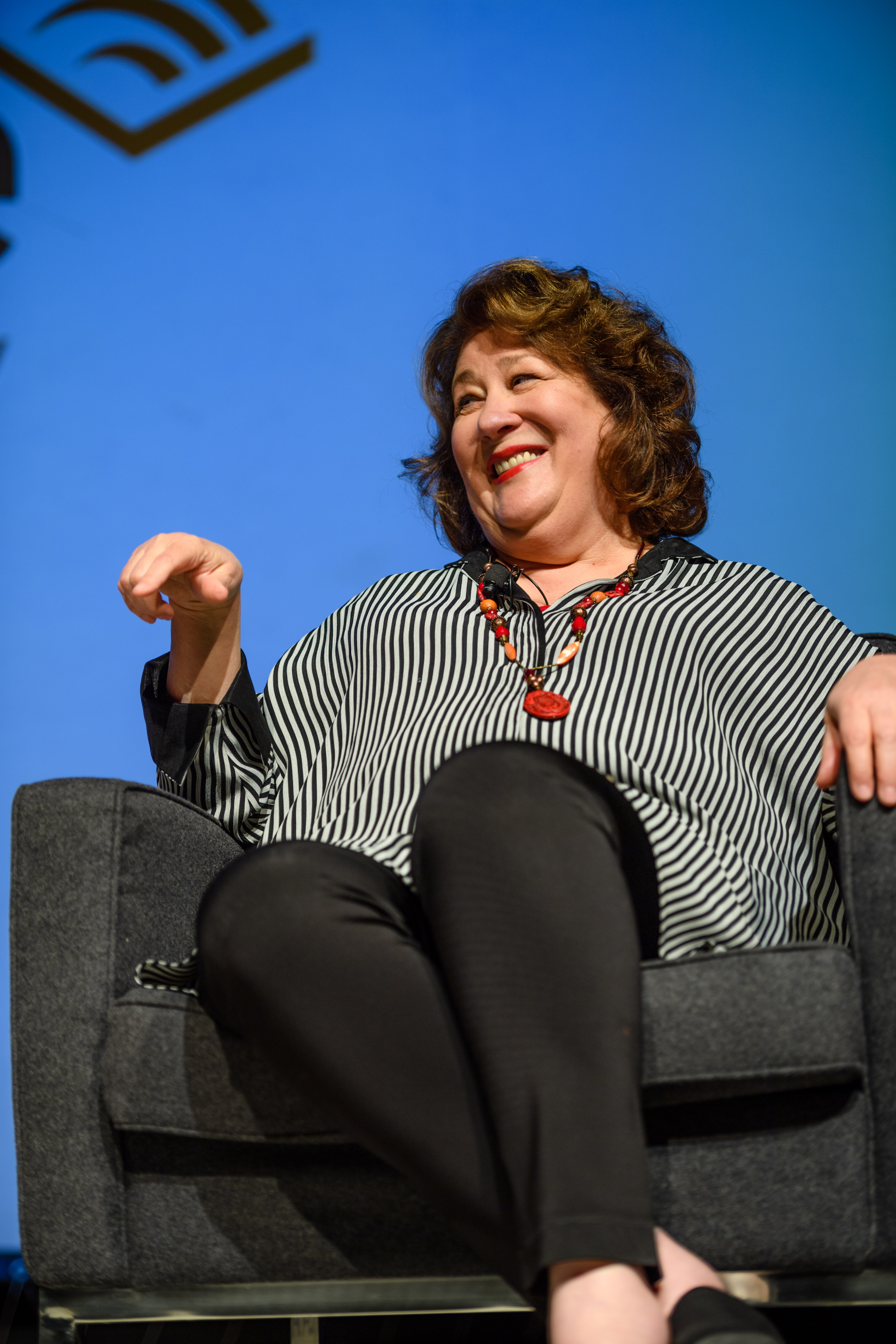
Margo Martindale ospite in un programma TV

Figlia di Margaret e William Everett Martindale, suo padre morì nel 1971; ha due fratelli maggiori, Billy e Bobby Tim (morto nel 2004). La Martindale si fa notare nel 1990, al fianco di Tom Cruise e Nicole Kidman nel film Giorni di tuono, ma raggiunge il successo grazie alle sue apparizioni in L'olio di Lorenzo del 1992, con Susan Sarandon e Nick Nolte, e in Il socio del 1993 con Tom Cruise e Gene Hackman. Nel 1995, dopo aver lavorato in vari film tra i quali Sabrina e Dead Man Walking - Condannato a morte, si dedica alla televisione, comparendo in qualche episodio di Law & Order - I due volti della giustizia e New York Undercover, e girando una serie di film per la tv. Nel 1998 dopo essersi fatta strada tra la televisione e il cinema torna a farsi notare in Twilight, con Paul Newman, Susan Sarandon e Gene Hackman, e in Amori & incantesimi con Sandra Bullock e Nicole Kidman. 
Nel 2000 torna al fianco di Sandra Bullock, nel film drammatico 28 giorni, mentre nel 2002 al fianco di Nicole Kidman in The Hours. Nel 2004 interpreta la spregevole madre di Maggie Fitzgerald (Hilary Swank) nel film vincitore di quattro premi Oscar, Million Dollar Baby. Sempre nel 2004 gira i film per la tv Angeli d'acciaio e Plainsong, nel 2005 entra nel cast della serie televisiva Medium fino al 2006, anno in cui prende parte al film collettivo Paris, je t'aime, fa un cameo nella serie televisiva Law & Order - Unità vittime speciali, ed entra nel cast della serie televisiva Dexter fino al 2008.
Nel 2008 è nel cast di Stop-Loss con Channing Tatum e Ryan Phillippe, mentre nel 2009 interpreta la nonna di Miley Stewart/Hannah Montanah in Hannah Montana: The Movie e la dottoressa Browning nel thriller psicologico Orphan con Vera Farmiga e Peter Sarsgaard. Per il 2010-2011 ha all'attivo ben cinque produzioni tra cui Un anno da ricordare, con Diane Lane, John Malkovich e Dylan Walsh, e la serie tv Justified, per la quale viene premiata con l'Emmy come Migliore attrice non protagonista in una serie drammatica. Dal 2014 la sua controparte animata, doppiata da Martindale stessa, è un personaggio ricorrente nella serie BoJack Horseman. Nel 2015 e nel 2016 vince il suo secondo e terzo Premio Emmy come miglior attrice guest star in una serie drammatica per The Americans, mentre nel 2022 è una delle protagoniste della serie TV Netflix, The Watcher, dove si confronta con attori del calibro di Naomi Watts e Mia Farrow.

### Vita privata
È sposata dal 1986 con il musicista Bill Boals da cui ha avuto una figlia, Margaret (1988).

## Filmografia

### Attrice

#### Cinema
- Giorni di tuono (Days of Thunder), regia di Tony Scott (1990)
- Le avventure di Rocketeer (The Rocketeer), regia di Joe Johnston (1991)
- L'olio di Lorenzo (Lorenzo's Oil), regia di George Miller (1992)
- Emma and Elvis, regia di Julia Reichert (1992)
- Il socio (The Firm), regia di Sydney Pollack (1993)
- La vita a modo mio (Nobody's Fool), regia di Robert Benton (1994)
- Sabrina, regia di Sydney Pollack (1995)
- Dead Man Walking - Condannato a morte (Dead Man Walking), regia di Tim Robbins (1995)
- La stanza di Marvin (Marvin's Room), regia di Jerry Zaks (1996)
- L'agguato - Ghosts from the Past (Ghosts of Mississippi), regia di Rob Reiner (1996)
- Se mi amate... (Critical Care), regia di Sidney Lumet (1997)
- Eye of God, regia di Tim Blake Nelson (1997)
- Twilight, regia di Robert Benton (1998)
- Amori & incantesimi (Practical Magic), regia di Griffin Dunne (1998)
- In Dreams, regia di Neil Jordan (1999)
- Cavalcando col diavolo (Ride with the Devil), regia di Ang Lee (1999)
- 28 giorni (28 Days), regia di Betty Thomas (2000)
- Rapimento e riscatto (Proof of Life), regia di Taylor Hackford (2000)
- The Hours, regia di Stephen Daldry (2002)
- Le forze del destino (It's All About Love), regia di Thomas Vinterberg (2003)
- La macchia umana (The Human Stain), regia di Robert Benton (2003)
- The Best Thief in the World, regia di Jacob Kornbluth (2004)
- Million Dollar Baby, regia di Clint Eastwood (2004)
- Champions, regia di David Wike (2006)
- Paris, je t'aime, registi vari (2006)
- Matrimonio per sbaglio (Wedding Daze), regia di Michael Ian Black (2006)
- Rocket Science, regia di Jeffrey Blitz (2007)
- La famiglia Savage (The Savages), regia di Tamara Jenkins (2007)
- Mo (2007)
- Bobby Z - Il signore della droga (The Death and Life of Bobby Z), regia di John Herzfeld (2007)
- Rails & Ties - Rotaie e legami (Rails & Ties), regia di Alison Eastwood (2007)
- Feast of Love, regia di Robert Benton (2007)
- Superheroes, regia di Alan Brown (2007)
- Walk Hard - La storia di Dewey Cox (Walk Hard: The Dewey Cox Story), regia di Jake Kasdan (2007)
- Management - Un amore in fuga (Management), regia di Stephen Belber (2008)
- The Winning Season, regia di James C. Strouse (2009)
- Hannah Montana: The Movie, regia di Peter Chelsom (2009)
- Orphan, regia di Jaume Collet-Serra (2009)
- La Soga, regia di Josh Crook (2009)
- Forged, regia di William Wedig (2010)
- Un anno da ricordare (Secretariat), regia di Randall Wallace (2010)
- Main St. - L'uomo del futuro (Main Street), regia di John Doyle (2010)
- Mosse vincenti (Win Win), regia di Thomas McCarthy (2011)
- Beautiful Creatures - La sedicesima luna (Beautiful Creatures), regia di Richard LaGravenese (2013)
- I segreti di Osage County (August: Osage County), regia di John Wells (2013)
- Il paradiso per davvero (Heaven Is for Real), regia di Randall Wallace (2014)
- The Hollars, regia di John Krasinski (2015)
- Mother's Day, regia di Garry Marshall (2016)
- Wilson, regia di Craig Johnson (2017)
- Downsizing - Vivere alla grande (Downsizing), regia di Alexander Payne (2017)
- Tavolo n.19 (Table 19), regia di Jeffrey Blitz (2017)
- Instant Family, regia di Sean Anders (2018)
- Le regine del crimine (The Kitchen), regia di Andrea Berloff (2019)
- Buttiamo giù l'uomo (Blow the Man Down), regia di Bridget Savage Cole e Danielle Krudy (2020)
- Zio Frank (Uncle Frank), regia di Alan Ball (2020)
- Cocainorso (Cocaine Bear), regia di Elizabeth Banks (2023)

#### Televisione
- Niente favole per Jackie (The Child Saver), regia di Stan Lathan – film TV (1988)
- Colomba solitaria (Lonesome Dove) – miniserie TV (1989)
- Golden Years – miniserie TV (1991)
- New York Undercover – serie TV, episodio 1x07 (1994)
- Law & Order - I due volti della giustizia (Law & Order) – serie TV, episodio 6x18 (1996)
- Ruby Jean and Joe, regia di Geoffrey Sax – film TV (1996)
- Un passo verso il domani (...First Do No Harm), regia di Jim Abrahams – film TV (1997)
- Destino fatale (Earthly Possessions), regia di James Lapine – film TV (1999)
- Homicide (Homicide, Life on the Street) – serie TV, episodio 7x12 (1999)
- Spie (Snoops) – serie TV, episodio 1x01 (1999)
- Perfect Murder, Perfect Town: JonBenét and the City of Boulder, regia di Lawrence Schiller – miniserie TV (2000)
- A Girl Thing - Cosa pensa una donna (A Girl Thing), regia di Lee Rose – film TV (2001)
- What Girls Learn, regia di Lee Rose – film TV (2001)
- Welcome to New York – serie TV, episodio 1x15 (2001)
- 100 Centre Street – serie TV, 14 episodi (2001-2002)
- The Laramie Project, regia di Moisés Kaufman – film TV (2002)
- An Unexpected Love, regia di Lee Rose – film TV (2003)
- Ed – serie TV, episodio 3x12 (2003)
- Angeli d'acciaio (Iron Jawed Angels), regia di Katja von Garnier – film TV (2004)
- Plainsong, regia di Richard Pearce – film TV (2004)
- Le campane d'argento (Silver Bells), regia di Dick Lowry – film TV (2005)
- Medium – serie TV, episodi 1x01-1x05-3x04 (2005-2006)
- Law & Order - Unità vittime speciali (Law & Order: Special Victims Unit) – serie TV, episodio 8x08 (2006)
- Dexter – serie TV, 5 episodi (2006-2008)
- The Riches – serie TV, 20 episodi (2007-2008)
- Hung - Ragazzo squillo (Hung) – serie TV, episodio 1x04 (2009)
- Mercy – serie TV, 11 episodi (2009-2010)
- Justified – serie TV, 10 episodi (2011)
- A Gifted Man – serie TV, 16 episodi (2011-2012)
- Suits – serie TV, episodio 2x03 (2012)
- Person of Interest – serie TV, episodio 2x02 (2012)
- New Girl – serie TV, episodio 2x20 (2013)
- Masters of Sex – serie TV, episodio 1x01 (2013)
- The Millers – serie TV, 34 episodi (2013-2015)
- The Americans – serie TV, 32 episodi (2013-2018)
- Mike & Molly – serie TV, episodio 5x17 (2015)
- Sneaky Pete – serie TV, 30 episodi (2015-2019)
- The Good Wife – serie TV, 13 episodi (2015-2016)
- The Good Fight – serie TV, episodi 2x07-2x09-2x13-5x01 (2017-2021)
- The Guest Book – serie TV, episodi 1x06-1x09-1x10 (2017)
- The Act – miniserie TV (2019)
- Mrs. America – miniserie TV (2020)
- Your Honor – serie TV, 5 episodi (2020-2023)
- American Crime Story – serie TV (2021)
- The Watcher – miniserie TV (2022)

### Doppiaggio
- Stop-Loss, regia di Kimberly Peirce (2008)
- BoJack Horseman – serie animata, 8 episodi (2014-2020)
- Cars 3, regia di Brian Fee (2017)
- DuckTales – serie animata, 12 episodi (2017-2021)

## Teatro (parziale)
- Fiori d'acciaio, di Robert Harling, regia di Pamela Berlin. WPA Theatre e Luccile Lortell Theatre dell'Off-Broadway (1987)
- La gatta sul tetto che scotta, di Tennessee Williams, regia di Anthony Page. Music Box Theatre di Broadway (2003)

## Doppiatrici italiane
Nelle versioni in italiano delle opere in cui ha recitato, Margo Martindale è stata doppiata da:
- Aurora Cancian in Dead Man Walking - Condannato a morte, Management - Un amore in fuga, Beautiful Creatures - La sedicesima luna, Sneaky Pete, Mother's Day, The Watcher, Cocainorso, The Sticky
- Lorenza Biella in Hannah Montana: The Movie, Un anno da ricordare, The Americans, American Crime Story, Wilson, The Good Fight, Le regine del crimine, Mrs. America
- Barbara Castracane in Twilight, Angeli d'acciaio, The Good Wife, The Millers, Your Honor
- Anna Rita Pasanisi in La stanza di Marvin, Se mi amate..., Main St. - L'uomo del futuro
- Rita Savagnone in Feast of Love, I segreti di Osage County, Instant Family
- Sonia Scotti in Orphan, A Gifted Man, Buttiamo giù l'uomo
- Stefania Romagnoli in Rails & Ties - Rotaie e legami, Mosse vincenti
- Antonella Giannini in Suits, Doctor Odyssey
- Loretta Stroppa ne L'olio di Lorenzo
- Miranda Bonansea in Il socio
- Germana Dominici in La vita a modo mio
- Serena Michelotti in Cavalcando col diavolo
- Paola Giannetti in 28 giorni
- Valentina Martino Ghiglia in Million Dollar Baby
- Silvia Tortarolo in Dexter
- Carmen Onorati in Walk Hard - La storia di Dewey Cox
- Emanuela Baroni in Person of Interest
- Franca Lumachi in Downsizing - Vivere alla grande
- Marinella Armagni in Zio Frank

Da doppiatrice è sostituita da:
- Daniela Debolini in BoJack Horseman
- Serena Verdirosi in Cars 3
- Paola Giannetti in DuckTales (serie animata 2017)